# Подвірне оподаткування
Подвірне оподаткування — система оподаткування населення прямими податками в Московській державі та у Лівобережній Україні. Після перепису населення в 1676-78 царський уряд указом від 5.9.1679 замінив посошне. За одиницю П.о. було взято двір, тобто селянське господарство.
Запровадження подвірного оподаткування значно збільшило кількість платників податків за рахунок включення в їх число тих категорій населення, що раніше були звільнені від оподаткування (т.зв. «задвірних», «ділових людей», половників тощо). Загальну суму П.о. визначав уряд, а сільська громада чи міське управління розкладали податки між окремими дворами, П.о. зберігалось до запровадження подушного (1724), у Лівобережній Україні — до другої пол. 18 ст.